# Карбгемоглобин
Карбгемоглобин (CO2Hb, также известный как карбаминогемоглобин и карбогемоглобин) является одним из веществ, переносящих углекислый газ в крови. Таким путем кровью переносится 23% углекислого газа (70% преобразуется в гидрокарбонат под действием карбоангидразы и затем переносится в плазму, 7% растворяется в плазме). 

## Синтез
Когда ткани выделяют углекислый газ в кровоток, около 10% растворяется в плазме. Остальной углекислый газ прямо или косвенно переносится гемоглобином . Примерно 10% углекислого газа непосредственно связывается с гемоглобином, образуя карбаминогемоглобин  в результате реакции между двуокисью углерода и остатком аминогруппы (-NH 2 ) из молекулы глобина, что приводит к образованию остатка карбаминовой кислоты (-NHCOO− ). Остальной углекислый газ транспортируется в плазме в виде гидрокарбоната. 

## Механизм
Когда углекислый газ связывается с гемоглобином, образуется карбаминогемоглобин, что понижает сродство гемоглобина к кислороду за счет эффекта Бора . В ходе реакции молекула углекислого газа связывается с остатком аминогруппы.  В отсутствие кислорода несвязанные молекулы гемоглобина имеют больше шансов присоединить углекислый газ. Эффект Холдейна повышает сродство деоксигенированного гемоглобина к протонам, и перенос кислорода к тканям повышает сродство гемоглобина с  углекислым газом, что облегчает его вывод из клеток. Поскольку при образовании этого соединения образуются ионы водорода, гемоглобин необходим для его буферизации. 
Гемоглобин может связываться только с четырьмя молекулами углекислого газа. Эти молекулы реагируют с четырьмя концевыми аминогруппами четырех белковых цепей в дезоксиформе гемоглобина, образуя карбамат. Таким образом, одна молекула гемоглобина может транспортировать четыре молекулы углекислого газа в легкие, где они высвобождаются, когда гемоглобин связывается с кислородом.

### Взаимодействие ионов водорода и кислорода и углекислого газа
Когда углекислый газ диффундирует в виде растворенного газа из тканевых капилляров, он связывается с α-аминоконцом глобулиновой цепи, образуя карбгемоглобин. Благодаря эффекту Бора Т-конформация карбгемоглобина стабилизируется. Деоксигемоглобин, в свою очередь, легко поглощает протоны и углекислый газ. 